# Orlovský kanál
Orlovský kanál je umělý vodní tok nížinného typu na Záhoří, na území okresu Malacky, v katastru města Malacky a obce Kostolište. Jde o meliorační odvodňovací kanál V. řádu, jeho délka činí 4,173 km, plocha povodí představuje 20,116 km² a plocha odtokových oblastí zahrnuje 4,271 km². Vzniká v nadmořské výšce 167,5 m n. m. a ve výšce 152 m n. m. se vlévá do Ježovky.

## Vznik
Vzniká uprostřed smíšeného lesa nedaleko lokality Grunty (167 m n. m.), na jihozápadním svahu Orlovských vršků (203 m n. m.), severovýchodoseverně od města Malacky, v Záhorské nížině, v podcelku Borská nížina, v části Bor, v nadmořské výšce 167,5 m n. m.

## Popis toku
Nejprve kanál teče západoseverozápadním směrem v podmáčené oblasti, opouští smíšený les a podtéká silnici II. třídy č. 590. Na chvíli se stáčí na západojihozápad, protéká hranicí listnatého lesa (vlevo) a orné půdy (vpravo), přičemž vedle koryta rostou topoly a tráva. Pokračuje už původním směrem a zanedlouho je přemostěný mostem dálnice D2. Poté kanál opět teče hranicí lesa a pole, v korytě se stále stejným charakterem, nakrátko vtéká do lesa, ale vzápětí ho opouští. Tok podtéká polní cestu, pokračuje uprostřed zemědělské půdy, vedle něho se místy vyskytují stromy. Mírným obloukem mění směr na západní, vstupuje do rozsáhlejšího souvislého travnatě-lesního porostu a je přemostěný železniční tratí Bratislava–Kúty. Přibírá pravostranný umělý přítok a následně se od něj zleva odděluje rameno, které později ústí do Ježovky. Neznatelně se stočí na západojihozápad, podtéká dva mosty s prašnou vozovkou a teče travnatým korytem lemovaným řadou stromů. Stromy se na krátký úsek vytratí, kanál křižuje vedení vysokého napětí a velkým obloukem se obrací na západoseverozápad. Znovu vtéká do lesní oblasti, po pravé straně míjí kříž a náhle ho přemosťuje most silnice I/2. Tok pokračuje rozmezím lesa (zprava) a pole (zleva), křižuje se se souborem čtyř elektrických vedení s napětím 22 - 400 kV a stáčí se v pravém úhlu na jihozápadojih. Koryto je po změně směru situováno už do velkoplošné oblasti čistě orné půdy, roste v něm množství plevele a nejprve méně početně keřů a stromů, později jejich počet roste. Ústí sem zprava další meliorační kanál a tok opět protínají dráty elektrického vedení. Po chvíli tvoří jemnou dvojvlnu, podtéká místní účelovou komunikaci a přijímá svůj nejvýznamnější přítok, levostranný Závršok. Teče stále stejným směrem, naposled křižuje vedení VN (22 kV) a nakonec se obloukovitě stočí na západ, kde v nadmořské výšce 152 m n. m. zprava ústí do Ježovky, jako její největší přítok.